# Košljun
Košljun (italienisch Cassione) ist eine kleine Insel in der Bucht von Punat (Puntarska Draga) an der Küste von Krk, gegenüber von Punat, im adriatischen Meer, Kroatien. Die fast kreisrunde Insel hat einen Durchmesser von ca. 300 Metern und bedeckt eine Oberfläche von lediglich 7 Hektar, hat jedoch trotzdem eine sehr vielfältige Vegetation.
Die einzigen Einwohner, ein Konvent Franziskaner, leben im St. Marienkloster.

## Geschichte

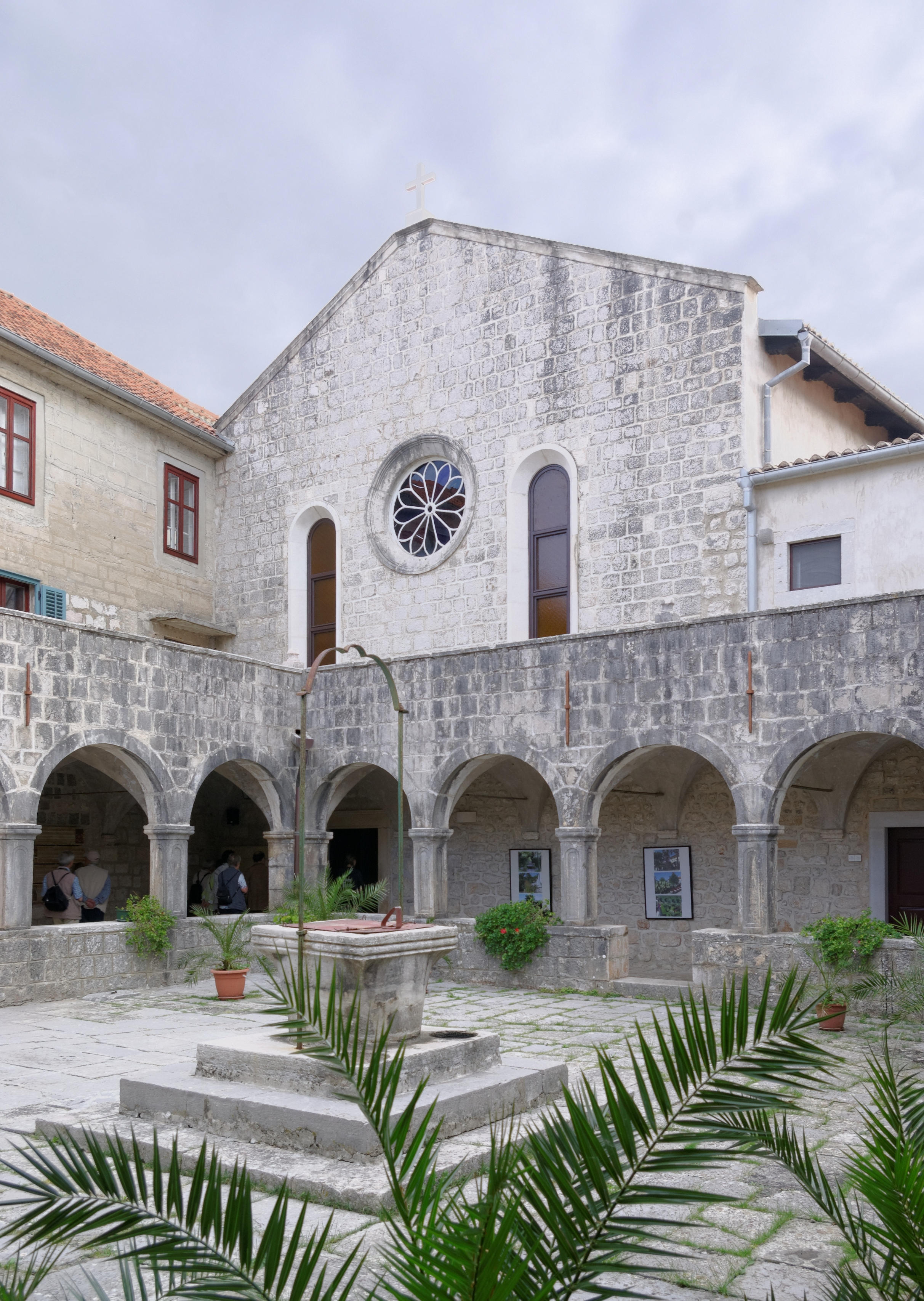
Kloster Košljun

Die erste bekannte Besiedlung Košljuns war eine römische Villa Rustica, die einem Grundbesitzer der römischen Siedlung auf Krk (lateinisch: Curicta) gehörte. Der erste Beleg für die Besiedlung der Insel ist ein Schriftstück von 1186, das die Existenz eines Benediktinerklosters erwähnt. Die Benediktiner blieben bis ins 15. Jahrhundert auf der Insel. Nach dem Tod von Abt Dominik übernahm ein venezianischer Priester den Abttitel von Košljun, und die Insel wurde 1447 verlassen. Einige Franziskaner klagten beim Papst darüber, dass das Kloster leerstehe. Auf ihre Anfrage wurden das Kloster und die Insel Košljun dann dem Orden übergeben. Die Franziskaner besiedelten das Kloster. Die heutige Kirche wurde von den Franziskanern im Jahre 1480 erbaut.

## Kunst
Beim Anlegesteg steht eine Statue des hl. Franziskus mit dem Wolf von Gubbio. Neben der Statue und an mehreren Stellen auf der Insel finden sich auch Texte in glagolitischer Schrift, beispielsweise über dem Eingang zum Kloster, Mir i Dobro („Frieden und Wohlergehen“). 
In der alten Benediktinerkirche aus dem 12. Jahrhundert werden liturgische Geräte (Kelche, Monstranzen usw.) und Messkleider ausgestellt. Neben alten Meistern (Girolamo da Santacroce, Francesco Ughetto, Andrea Schiavone (kroatisch: Andrija Medulić) und E. Jurič) beinhaltet die Kunstsammlung Werke von kroatischen Künstlern und Bildhauern jüngeren Datums, wie zum Beispiel Dulčić, Bulić, Radauš, Orlić und Kršinić. Das Kloster besitzt zudem eine Bibliothek, die ungefähr 15.000 Bücher enthält. Zu finden ist dort unter anderem die Messe von Hrvoje von 1404, eine jüdische Bibel aus dem 11. Jahrhundert, glagolitische Predigten und der Atlas von Ptolemäus, der 1511 in Venedig gedruckt wurde.

## Kirche Mariä Verkündigung
Das bedeutendste Kunstwerk in der Kirche ist das Polyptychon des venezianischen Meisters Girolamo da Santacroce (1535) über dem Hauptaltar mit der Darstellung des Lebens der Jungfrau Maria. Auf den anderen Tafeln sind die hll. Josef, Katharina von Alexandrien und Johannes der Täufer, sowie die Stifter Košljuns, Maria Katharina und Ivan Frankopan sowie Heilige des Franziskanerordens dargestellt: Franziskus und Klara von Assisi, Antonius von Padua, Bonaventura, Ludwig von Toulouse, hl. Quirin – der Schutzpatron Krks – und der hl. Hieronymus, Schutzpatron der Franziskanerprovinz, zu der das Kloster gehört, dargestellt. Über dem Hauptaltar befindet sich ein großes Gemälde des Jüngsten Gerichts von F. Ughetto (1654), über den Seitenaltären Darstellungen der hll. Didacus, Petrus von Alcantara und des hl. Franziskus mit den Stigmata. Die Statue der Muttergottes mit dem Kind (erster Altar rechts vom Eingang) erinnert an eine karitative Einrichtung, die in dieser Gegend im 17. Jahrhundert wirkte, eine Art Leihanstalt, die bedürftigen Menschen durch zinslose Darlehen aus der Not half. Die Kreuzwegstationen sind eine Arbeit Ivo Dulcićs (1960), einem der bekanntesten Vertreter der zeitgenössischen sakralen Kunst Kroatiens. Als die Steinplatten des Fußbodens in der Kirche durch neue ersetzt werden mussten, bot sich die Gelegenheit, die darunter vermuteten Fundamente der einstigen dreischiffigen Benediktinerkirche aus dem 12. Jahrhundert freizulegen. Im Zuge der Renovierungsarbeiten erhielt auch die Gruft Maria Katharina Frankopans, die um 1500 gemeinsam mit ihrem Vater, Fürst Ivan VII. von Krk, die Mittel für den Bau der Kirche zur Verfügung gestellt hatte, eine neue Grabplatte.

## Die volkskundliche Sammlung
Im Erdgeschoss des Südwestflügels der Košljuner Klosteranlage befinden sich im ersten Raum Modelle alter Schiffe aus dem Gebiet des Kvarners, im zweiten Raum Volkstrachten von der Insel Krk, eine Münz- und eine Keramiksammlung sowie Erinnerungsstücke an das Gymnasium von Košljun (1894 bis 1927), eines der ersten mit kroatischer Unterrichtssprache in Istrien und im Kvarner; im dritten Raum befinden sich verschiedene ethnografische Exponate über die Arbeit der Bauern und Fischer vom Ende des 19. Jahrhunderts bis zum Beginn des 20. Jahrhunderts, ebenfalls von der Insel Krk. Im Raum hinter den Sammlungen befinden sich einige Urkunden, Choralbücher, mehrere Wiegendrucke in glagolitischer und lateinischer Schrift sowie seltene Exemplare der Atlanten von Ptolemäus (Venedig, 1511) und Strabon (Basel, 1573). Im selben Raum gibt es eine ständige Ausstellung des bekannten kroatischen Malers Pater Ambroz Testen, eines Franziskanerbruders der Provinz St. Hieronymus, gebürtig aus Slowenien.